# Terço pelo fim da pandemia

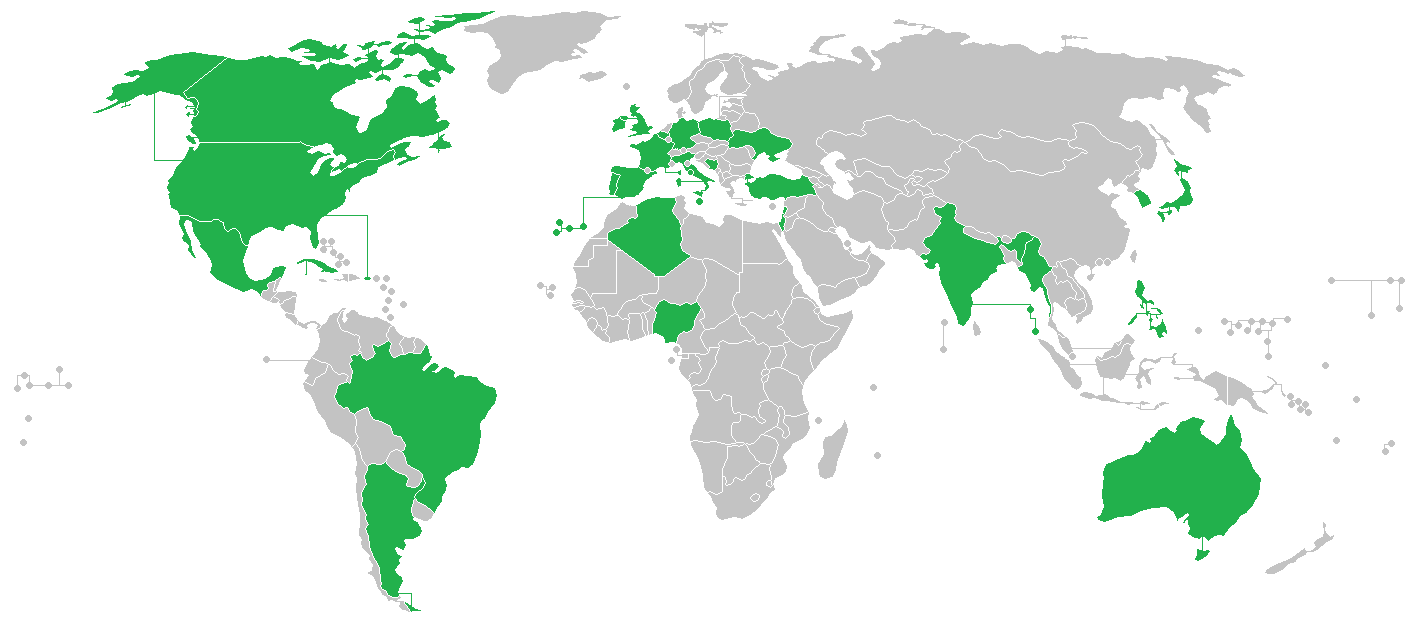
Países em que ao menos um santuário realizou a reza do terço pelo fim da pandemia de COVID-19.

O terço pelo fim da pandemia foi uma maratona de oração do santo terço, realizada pelo Pontifício Conselho para a Promoção da Nova Evangelização a pedido do Papa Francisco, em maio de 2021, para pedir a intercessão da Virgem Maria pelo fim da pandemia de COVID-19. Nas intenções dessas orações, o Santo Padre incluiu uma oração pelas almas dos falecidos vítimas da doença e seus familiares, para que se evitassem mais contágios, pelos que foram economicamente afetados, profissionais de saúde, voluntários, sacerdotes que cuidam dos doentes, cientistas, governantes e para que as quantias gastas em armamentos fossem revertidas para se evitar novas tragédias como esta no futuro. Durante todo o período da pandemia, o Santo Padre recomendou por diversas vezes a oração do terço. Foi escolhido um tema geral para a iniciativa do Papa, escolhida a partir dos Atos dos Apóstolos, capítulo 12, versículo 5:
| “ | A oração a Deus subiu incessantemente de toda a Igreja. | ” |
|   | — At 12,5.                                              |   |

O Papa afirmou que a escolha do mês de maio para isso se deve ao fato de este ser o "mês mariano" na Igreja Católica. A maratona de oração consistiu em 30 dias de oração do terço, sempre no horário das 18h00 de Roma, sendo que a cada dia foi realizado em um santuário diferente de todos os continentes e com uma intenção diferente, sendo transmitido para o mundo todo pelos canais oficiais do Vaticano, e retransmitido por portais e emissoras católicas de todo o mundo. A conclusão do terço, em 31 de maio, foi realizada nos Jardins do Vaticano pelo próprio Papa Francisco, que também abençoou 30 terços, que foram enviados aos santuários participantes.
| Santuários envolvidos no terço pelo fim da pandemia | Santuários envolvidos no terço pelo fim da pandemia   | Santuários envolvidos no terço pelo fim da pandemia | Santuários envolvidos no terço pelo fim da pandemia            | Santuários envolvidos no terço pelo fim da pandemia |
| Data                                                | Santuário                                             | Local                                               | Tema                                                           | Ref.                                                |
| --------------------------------------------------- | ----------------------------------------------------- | --------------------------------------------------- | -------------------------------------------------------------- | --------------------------------------------------- |
| 1º de maio (abertura)                               | Basílica de São Pedro                                 | Cidade do Vaticano, Vaticano                        | Pela humanidade ferida                                         | [ 13 ] [ 14 ]                                       |
| 1º de maio                                          | Basílica de Nossa Senhora de Walsingham               | Walsingham, Reino Unido                             | Pelos falecidos                                                | [ 13 ] [ 14 ]                                       |
| 2 de maio                                           | Santuário de Jesus Salvador e da Mãe Maria            | Elele, Nigéria                                      | Pelos que não puderam se despedir dos entes queridos           | [ 13 ] [ 14 ]                                       |
| 3 de maio                                           | Santuário de Nossa Senhora de Częstochowa             | Częstochowa, Polônia                                | Pelos contagiados e doentes                                    | [ 13 ] [ 14 ]                                       |
| 4 de maio                                           | Basílica da Anunciação                                | Nazaré, Israel                                      | Pelas mulheres grávidas e os nascituros                        | [ 13 ] [ 14 ]                                       |
| 5 de maio                                           | Santuário da Bem-aventurada Virgem do Rosário         | Namyang, Coreia do Sul                              | Pelas crianças e adolescentes                                  | [ 13 ] [ 14 ]                                       |
| 6 de maio                                           | Catedral Basílica de Nossa Senhora Aparecida          | Aparecida, Brasil                                   | Pelos jovens                                                   | [ 13 ] [ 14 ]                                       |
| 7 de maio                                           | Catedral de Nossa Senhora da Paz e da Boa Viagem      | Antipolo, Filipinas                                 | Pelas famílias                                                 | [ 13 ] [ 14 ]                                       |
| 8 de maio                                           | Basílica de Nossa Senhora de Luján                    | Buenos Aires, Argentina                             | Pelos agentes de comunicação                                   | [ 13 ] [ 14 ]                                       |
| 9 de maio                                           | Santuário da Santa Casa de Loreto                     | Loreto, Itália                                      | Pelos idosos                                                   | [ 13 ] [ 14 ]                                       |
| 10 de maio                                          | Santuário de Nossa Senhora de Knock                   | Knock, Irlanda                                      | Pelas pessoas com deficiência                                  | [ 13 ] [ 14 ]                                       |
| 11 de maio                                          | Santuário de Nossa Senhora dos Pobres                 | Banneux, Bélgica                                    | Pelos pobres, sem-teto e pessoas em dificuldade econômica      | [ 13 ] [ 14 ]                                       |
| 12 de maio                                          | Basílica de Nossa Senhora da África                   | Argel, Argélia                                      | Pelas pessoas sozinhas e por aqueles que perderam a esperança  | [ 13 ] [ 14 ]                                       |
| 13 de maio                                          | Santuário de Fátima                                   | Fátima, Portugal                                    | Pelos encarcerados                                             | [ 13 ] [ 14 ]                                       |
| 14 de maio                                          | Basílica de Nossa Senhora da Boa Saúde                | Vailankanni, Índia                                  | Pelos cientistas e institutos de pesquisa médica               | [ 13 ] [ 14 ]                                       |
| 15 de maio                                          | Santuário de Nossa Senhora de Međugorje               | Međugorje, Bósnia e Herzegovina                     | Pelos migrantes                                                | [ 13 ] [ 14 ]                                       |
| 16 de maio                                          | Catedral de Santa Maria                               | Sydney, Austrália                                   | Pelas vítimas da violência e do tráfico humano                 | [ 13 ] [ 14 ]                                       |
| 17 de maio                                          | Basílica do Santuário Nacional da Imaculada Conceição | Washington, Estados Unidos                          | Pelos responsáveis das nações e organismos internacionais      | [ 13 ] [ 14 ]                                       |
| 18 de maio                                          | Santuário de Nossa Senhora de Lourdes                 | Lourdes, França                                     | Pelos médicos e enfermeiros                                    | [ 13 ] [ 14 ]                                       |
| 19 de maio                                          | Casa da Virgem Maria                                  | Éfeso, Turquia                                      | Pelas populações em guerra e pela paz no mundo                 | [ 13 ] [ 14 ]                                       |
| 20 de maio                                          | Basílica de Nossa Senhora da Caridade do Cobre        | Santiago de Cuba, Cuba                              | Pelos farmacêuticos e profissionais da saúde                   | [ 13 ] [ 14 ]                                       |
| 21 de maio                                          | Santuário de Nossa Senhora de Nagasaki                | Nagasaki, Japão                                     | Pelos agentes sócio-assistenciais                              | [ 13 ] [ 14 ]                                       |
| 22 de maio                                          | Mosteiro de Montserrat                                | Monistrol de Montserrat, Espanha                    | Pelos voluntários                                              | [ 13 ] [ 14 ]                                       |
| 23 de maio                                          | Basílica de Notre-Dame-du-Cap                         | Trois Rivières, Canadá                              | Pelas forças de segurança, militares e bombeiros               | [ 13 ] [ 14 ]                                       |
| 24 de maio                                          | Santuário de Nossa Senhora de Lourdes                 | Nyaunglebin, Mianmar                                | Pelos que garantem os serviços essenciais                      | [ 13 ] [ 14 ]                                       |
| 25 de maio                                          | Santuário Nacional da Virgem de Ta' Pinu              | Għarb, Malta                                        | Pelos professores, estudantes e educadores                     | [ 13 ] [ 14 ]                                       |
| 26 de maio                                          | Basílica de Nossa Senhora de Guadalupe                | Cidade do México, México                            | Pelos trabalhadores e empreendedores                           | [ 13 ] [ 14 ]                                       |
| 27 de maio                                          | Santuário da Mãe de Deus                              | Zarvanytsia, Ucrânia                                | Pelos desempregados                                            | [ 13 ] [ 14 ]                                       |
| 28 de maio                                          | Santuário de Nossa Senhora de Altötting               | Altötting, Alemanha                                 | Pelo Papa, os bispos, presbíteros e diáconos                   | [ 13 ] [ 14 ]                                       |
| 29 de maio                                          | Santuário de Nossa Senhora do Líbano                  | Harissa, Líbano                                     | Pelas pessoas consagradas                                      | [ 13 ] [ 14 ]                                       |
| 30 de maio                                          | Santuário da Virgem do Rosário de Pompeia             | Pompeia, Itália                                     | Pela Igreja                                                    | [ 13 ] [ 14 ]                                       |
| 31 de maio                                          | Jardins do Vaticano                                   | Cidade do Vaticano, Vaticano                        | Pelo fim da pandemia e a retomada da vida social e de trabalho | [ 13 ] [ 14 ]                                       |